# Skogstorpsyxorna
Skogstorpsyxorna är två kultyxor av brons från bronsåldern, som hittades 1864 vid nyodling i Skogstorp söder om Eskilstuna. 

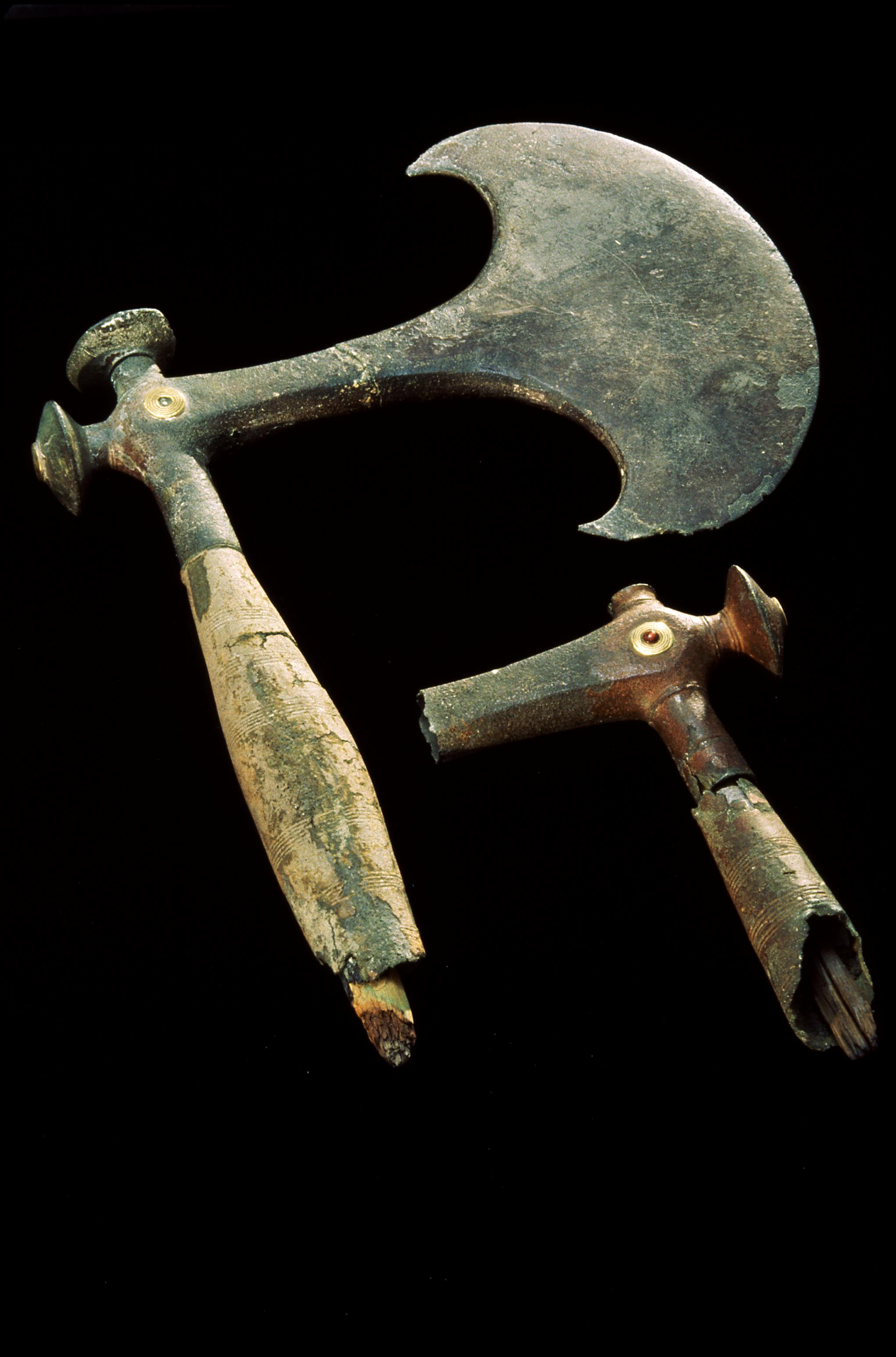
Skogstorpsyxorna

Fyndplatsen ligger vid Kälby gård, sannolikt omedelbart söder om Skogstorpsvägen (D 728) och omedelbart öster om nuvarande länsväg 214. Den ligger där det på bronsåldern fanns en uppgrundande vattenväg till Mälaren.
Fyndet består av en hel yxa och ett fragment av en annan yxa, vilken anses ha varit likadan som den hela. Av okänd anledning kom yxorna att tillfalla George Stephens, som 1867 överlämnade dem till Statens historiska museum. 1881 påträffades på samma plats ytterligare en del av skaftbeklädnaden av brons samt träskaftet till den ena yxorna, vilket överlämnades som gåva till Statens historiska museum av godsägaren C. Bergstedt på Skogstorp. Den hela yxan är 39 centimeter lång och har en bred, utsvängd egg. Yxorna är gjutna av millimetertjock brons över en ännu bevarad kärna av lera. Yxorna har av allt att döma varit avsedda att vara offerföremål.
Yxorna tillverkades troligen någon gång mellan 1000 och 900 före Kristus, då havsnivån var 15 meter högre än nu. Skogstorp var under bronsåldern en handels- och kultplats. En vattenled fanns troligen under bronsåldern mellan Hyndevadsån uppströms Hyndevadfallet i Skogstorp och norrut en sträcka på omkring 600 meter till havet genom Kälbyravinen med 45 meter höga bergspartier på bägge sidor. 
Skogstorpsyxorna förvaras på Statens historiska museum i Stockholm.